# Корпус стражей исламской революции Афганистана
Корпус стражей исламской революции Афганистана (перс. سپاه پاسداران انقلاب اسلامی افغانستان‎), сокращенно КСИРА — Афганская проиранская группировка моджахедов, созданная в 1980-е годы, находящаяся под контролем иранской правительственной организации «Корпус стражей исламской революции». Среди членов группировки были довольно сильно распространены «маоистские» концепции, в связи с чем она пользовалась особой поддержкой Китая. В отрядах и группах работали китайские инструкторы. Координировала свою деятельность с группировкой «Аль-Наср». Районами концентрации военных формирований партии являлись провинции Гор и Бамиан. Численность боевых отрядов — около 1,5 тыс. человек. Штаб квартира находилась в городе Кум. В 1987 году вступила в организацию «Шиитская восьмерка». В 1989 году группировка вошла в состав Партии исламского единства Афганистана.
Лидерами организации были — шейх Акбари, Мохсем Резаи и Сапаке Пасдар.